# Apolinar Mariano Olarte
Apolinar Mariano Olarte fue un político peruano. 
Fue elegido por la provincia de Quispicanchi como miembro del Congreso General de 1839 que expidió la Constitución Política del Perú de 1839, la quinta de la historia del país, durante el segundo gobierno del mariscal Agustín Gamarra.  Fue el autor de la propuesta aprobada en ese congreso de convocar a un congreso de unidad continental (con la explícita exclusión de Estados Unidos y Brasil) como respuesta a la agresión de Francia a México en 1838.